# Stenogaster canaliculata
Stenogaster canaliculata är en getingart som först beskrevs av Cameron 1911.  Stenogaster canaliculata ingår i släktet Stenogaster och familjen getingar. Inga underarter finns listade i Catalogue of Life.